# FC Keith
Der Keith Football Club ist ein schottischer Fußballverein aus der nordschottischen Kleinstadt Keith. Der Klub spielt in der Highland Football League, deren Meister er mehrfach war.

## Geschichte
Der FC Keith gründete sich 1910 und trat 1924 der Highland Football League bei. Im Folgejahr nahm die Mannschaft erstmals am Scottish FA Cup teil, schied jedoch bei der Ausgabe 1925/26 in der ersten Runde gegen die Peebles Rovers mit einer 3:7-Niederlage aus. Ab den 1950er Jahren war der Klub zunehmend erfolgreicher und gewann 1958 erstmals den Aberdeenshire Cup, 1962 folgte der erste Meistertitel der Highland Football League und 1965 der Gewinn des Highland League Cups. Parallel gewann die Mannschaft mehrfach auch den Scottish Qualifying Cup, der mittlerweile zur Ermittlung von Teilnehmern außerhalb der Scottish Football League am Scottish FA Cup eingeführt worden war.
In der Spielzeit 1979/80 gewann der FC Keith das Double aus Meisterschaft in der Highland Football League und Gewinn des Aberdeenshire Cups (2:0-Finalsieg gegen FC Peterhead), 2007 gelang neben dem Meistertitel der Sieg im Highland League Cup (5:0-Endspielerfolg über Buckie Thistle). Seither war die Mannschaft ohne Meisterschaftsgewinn, so dass eine Teilnahme an den 2014 eingeführten Aufstiegsspielen zur Scottish League Two bis dato verwehrt blieb.

## Erfolge
- Highland Football League: 1961/62, 1978/79, 1979/80, 1980/81, 1984/85, 1999/00, 2006/07
- Aberdeenshire Cup: 1957/58, 1959/60, 1966/67, 1973/74, 1977/78, 1979/80, 2008/09
- Highland League Cup: 1964/65, 1973/74, 1974/75, 1975/76, 1983/84, 1985/86, 1988/89, 2002/03, 2006/07, 2012/13